# Núi Leuser
Núi Leuser là một trong ba đỉnh núi nổi bật trên dãy Leuser ở tỉnh Aceh của Indonesia. Phạm vi nằm ở phía nam và phía tây của sông Alas chảy về phía đông từ vùng cao nguyên Gayo của trung tâm Aceh trước khi quay về phía nam qua đất nước Karo Batak ở tỉnh Bắc Sumatra. Vùng Leuser có hình thành cổ xưa - nó không phải là núi lửa. Khu vực này được coi là khu vực hoang dã lớn nhất ở Đông Nam Á. Mục này thiết lập tên, độ cao, vị trí và sự nổi bật của ba đỉnh, 'Tanpa Nama', Loser và Leuser, trên Leuser Range. Người ta thường cho rằng đỉnh cao nhất là Núi Leuser khi thực tế nó là Núi 'Tanpa Nama'. Núi Leuser là thấp nhất trong ba đỉnh.